# دييغو رافاييل خيمينيز
دييغو رافاييل خيمينيز (بالإسبانية: Diego Rafael Jiménez) (18 سبتمبر 1988 في المكسيك - ) هو لاعب كرة قدم مكسيكي في مركز الهجوم. لعب مع لوبوس لجامعة بينيمريتا ‏.

## وصلات خارجية
- دييغو رافاييل خيمينيز على موقع إي إس بي إن إف سي (الإنجليزية)
- دييغو رافاييل خيمينيز على موقع قاعدة بيانات كرة القدم.إي يو (الإنجليزية)
- دييغو رافاييل خيمينيز على موقع Soccerway.com (الإنجليزية)